# Eucurtiopsis
Eucurtiopsis – rodzaj chrząszczy z rodziny gnilikowatych, podrodziny Chlamydopsinae. Należy tu ponad dwadzieścia gatunków. 
Zasięg występowania obejmuje Malezję, Filipiny, Tajwan i Japonię. Wszystkie gatunki są myrmekofilne; gospodarzem japońskich przedstawicieli rodzaju są mrówki z rodzaju Pheidole.
Przedstawiciele rodzaju mają szerokie pokrywy, rozszerzające się na boki od przedtułowia, z wyraźnymi, skierowanymi na boki trichomami. Na przedpleczu znajduje się para wydatnych guzków.

## Gatunki
Do rodzaju zaliczane są następujące gatunki:
- Eucurtiopsis adebratti Dégallier & Caterino, 2005
- Eucurtiopsis ashei Tishechkin & Caterino, 2007
- Eucurtiopsis avis Tishechkin & Caterino, 2007
- Eucurtiopsis brendelli (Caterino, 2000)
- Eucurtiopsis carinatus (Caterino, 2000)
- Eucurtiopsis chungi Dégallier & Caterino, 2005
- Eucurtiopsis corbarai Tishechkin, 2009
- Eucurtiopsis danielssoni Dégallier & Caterino, 2005
- Eucurtiopsis degallieri Tishechkin, 2009
- Eucurtiopsis elongatus (Caterino, 2000)
- Eucurtiopsis gomyi Dégallier & Caterino, 2005
- Eucurtiopsis hammondi (Caterino, 2000)
- Eucurtiopsis hiranoi Nishikawa, 1995
- Eucurtiopsis ibisca Tishechkin, 2009
- Eucurtiopsis kanaari Dégallier & Caterino, 2005
- Eucurtiopsis kitchingi Tishechkin, 2009
- Eucurtiopsis marinae Dégallier & Caterino, 2005
- Eucurtiopsis mazuri Dégallier & Caterino, 2005
- Eucurtiopsis mirabilis Silvestri, 1926
- Eucurtiopsis ohtanii (Sawada, 1994)
- Eucurtiopsis pascali Tishechkin, 2009
- Eucurtiopsis penaoru Tishechkin, 2009
- Eucurtiopsis reichenspergeri Dégallier & Caterino, 2005
- Eucurtiopsis tishechkini Dégallier & Caterino, 2005
- Eucurtiopsis viennai Dégallier & Caterino, 2005
- Eucurtiopsis zecki Dégallier & Caterino, 2005